# جائزة مؤسسة وارن ألبرت
جائزة مؤسسة وارن ألبرت هي جائزة علمية دولية أنشئت عام 1987 على يد رائد الأعمال الأمريكي وارن ألبرت، وتمنحها مؤسسة وارن ألبرت الواقعة في مدينة بروفيدنس بولاية رود آيلاند كل عام بالتنسيق مع كلية الطب بجامعة هارفارد في مدينة بوسطن بولاية ماساتشوستس للعلماء الذين أدت إنجازاتهم العلمية إلى الوقاية من الأمراض أو الاضطرابات البشرية أو علاجها، والعلماء الذين شكلت أبحاثهم اكتشافًا علميًا أساسيًا يعد بتغيير فهمنا في المجالات الطبية، ويزيد في نهاية المطاف من قدرتنا على علاج الأمراض.
مُنحت جائزة مؤسسة وارن ألبرت منذ إنشائها في عام 1987 للعديد من العلماء البارزين من أنحاء العالم، ومن بين الفائزين بجائزة مؤسسة وارن ألبرت، كان هناك عشرة أشخاص حصلوا بعد ذلك على جائزة نوبل.
تبلغ قيمة جائزة مؤسسة وارن ألبرت 500 ألف دولاراً أمريكيّاً يتسلمها الفائز خلال ندوة علميّة تقام كلّ عام في كلية الطب بجامعة هارفارد.

## الحاصلون على الجائزة
| Year      | اسم الفائز بالجائزة | الجنسية                           | سبب الحصول على الجائزة |
| --------- | --- | --------------------------------- | --- |
| 2021      | ليني ماكوات، وجون شتايتس | الولايات المتحدة                  | لاكتشافهما المسارات والآليات الأساسية التي تضمن الربط الدقيق للحمض النووي الريبي ومراقبة جودة التعبير الجيني الذي يتضمن الحمض النووي الريبي.                                                 |
| 2020      | دانييل دروكر، وجويل هابنر، وجينس جول هولست | كندا الولايات المتحدة الدنمارك    | للتعرف على الببتيدات الشبيهة بالجلوكاجون والدراسات الرائدة التي تمتد من الخلايا إلى البشر، والتي بلغت ذروتها في تطوير هذه الببتيدات كعوامل علاجية لعلاج مرض السكري ومتلازمة الأمعاء القصيرة. |
| 2019      | إد بويدن، وكارل دايسروث، وبيتر هيغيمان، وجيرو ميسنبوك | الولايات المتحدة ألمانيا أستراليا | لعملهم الرائد في مجال علم البصريات الوراثي ، وهي تقنية ثورية تستخدم الضوء والتعديل الجيني للتحكم في نشاط الخلايا في الدماغ.                                                                  |
| 2018      | فرانسيس كولينز، وبول نيجوليسكو، وبوني رامزي، ولاب تشي تسوي، مايكل ويلش | الولايات المتحدة الصين            | لتحديد الجين المعيب وراء مرض مدمر، وتطوير علاجات دقيقة الهدف. |
| 2017      | أرلين شارب (من كلية الطب بجامعة هارفارد)، وجوردون فريمان (من معهد دانا فاربر للسرطان)، وليبينج تشين (من جامعة ييل)، وجيمس ب. أليسون (من جامعة تكساس ومركز أندرسون للسرطان)، وتاسوكو هونجو (من جامعة كيوتو)                                                                     | الولايات المتحدة اليابان          | لمساهماتهم الجماعية في الأساس قبل السريري وتطوير حاجز نقاط التفتيش المناعي ، وهو شكل جديد من علاج السرطان الذي غير مشهد علاج السرطان.                                                        |
| 2016      | رودولف بارانجو (من جامعة ولاية كارولينا الشمالية)، وفيليب هورفاث (من شركة داو دوبونت)، وجينيفر دودنا (من جامعة كاليفورنيا في بيركلي)، وإيمانويل شاربينتييه (من معهد ماكس بلانك لبيولوجيا العدوى وجامعة أوميو)، وفيرجينيوس تشيكسنيس (من معهد جامعة فيلنيوس للتكنولوجيا الحيوية) | فرنسا الولايات المتحدة ليتوانيا   | لمساهماتهم الرائعة في فهم نظام الدفاع البكتيري كريسبر والاكتشاف الثوري لإمكانية تكييفه لتحرير الجينوم.                                                                                       |
| 2015      | روث زونتاغ نوسنتسفايغ، وفيكتور نوسنتسفايغ (من الأكاديمية الصينية للعلوم الطبية الصينية في بكين) | البرازيل الصين                    | لاكتشافاتهم الرائدة في الكيمياء وعلم الطفيليات ، والتزامهم الشخصي بترجمة هذه الاكتشافات إلى طرق علاج كيميائي فعالة وقائمة على اللقاحات لمكافحة الملاريا.                                     |
| 2014      | أوليه هورنيكيفكز (من جامعة فيينا الطبية)، وروجر نيكول (من جامعة كاليفورنيا في سان فرانسيسكو)، ود. سولومون هـ. شنايدر (من كلية الطب بجامعة جونز هوبكنز) | أستراليا الولايات المتحدة         | للمساهمات الأساسية في فهمنا للانتقال العصبي والتنكس العصبي. |
| 2013      | ديفيد بوتستاين (من جامعة برينستون)، ورونالد و. ديفيز (من كلية الطب بجامعة ستانفورد)، ود. ديفيد هوغنيس (من كلية الطب بجامعة ستانفورد) | الولايات المتحدة                  | لمساهماتهم الأساسية في مفاهيم وأساليب إنشاء خريطة جينية في الإنسان، والاستنساخ الموضعي ممّا أدى إلى تحديد الآلاف من جينات الأمراض البشرية والدخول في عصر علم الوراثة البشرية.                 |
| 2012      | جوليان آدامز (من شركة إنفينيتي فارماسيوتيكالز)، ود. كينيث ك. أندرسون (من معهد دانا فاربر للسرطان)، ود. ألفريد ل. غولدبرغ (من كلية الطب بجامعة هارفارد)، ود. بول ج. ريتشاردسون (من معهد دانا فاربر للسرطان)                                                                     | الولايات المتحدة                  | لاكتشاف وتطوير عقار بورتيزوميب قبل الإكلينيكي وموافقة إدارة الغذاء والدواء الأمريكية وعلاج المرضى الذين يعانون من المايلوما المتعددة.                                                        |
| 2011      | د. آلان كاربنتير (من مستشفى أوروبين جورج بومبيدو)، ود. روبرت لانغر (من معهد ماساتشوستس للتكنولوجيا) | الولايات المتحدة فرنسا            | لتطبيقهم لمبادئ الهندسة الحيوية على التحسينات الأساسية في صحة الإنسان. |
| 2009-2010 | هوارد جرين (من كلية الطب بجامعة هارفارد) | الولايات المتحدة                  | لتطوير منهجيات لتوسيع وتمييز الخلايا الجذعية للخلايا الكيراتينية البشرية من أجل ترميم الجلد بشكل دائم في ضحايا الحروق الشديدة.                                                               |
| 2008      | لويد أيلو (من مركز جوسلين للسكري) | الولايات المتحدة                  | لاكتشاف وتوصيف وتنفيذ التخثير الضوئي الشامل للشبكية بالليزر ، والذي يستخدم لعلاج اعتلال الشبكية السكري التكاثري.                                                                             |
| 2007      | هارالد تسور هاوزن، ولوتز غيسمان (من المركز الألماني لأبحاث السرطان) | ألمانيا                           | لعملها الذي أدى إلى تطوير لقاح ضد فيروس الورم الحليمي البشري.. |
| 2006      | دينيس سلامون (من جامعة كاليفورنيا في لوس أنجلوس، وروبرت واينبرغ (من معهد ماساتشوستس للتكنولوجيا) ومايكل شيبرد (من شركة بيولوجيكس)، وأكسل أولريش (من مركز الطب الجزيئي) | الولايات المتحدة ألمانيا          | لعملهما في تحديد أحد مسببات الأورام وتطوير الجسم المضاد أحادي النسيلة المضاد له لعلاج مرض سرطان الثدي..                                                                                      |
| 2005      | جودا فولكمان (من كلية الطب بجامعة هارفارد ومستشفى بوسطن للأطفال) | الولايات المتحدة                  | لاكتشافه تكوين الأوعية الورمية ، وللعمل الرائد في تطوير العلاجات المضادة لتكوُّن الأوعية للسرطان.                                                                                              |
| 2004      | سوزان باند هورويتز (من كلية ألبرت أينشتاين للطب) | الولايات المتحدة                  | لمساهماتها الأساسية في فهم كيفية قتل العامل المضاد للأورام تاكسول الخلايا السرطانية. |
| 2003      | سيدني بيستكا (من جامعة الطب وطب الأسنان في نيو جيرسي، وكلية روبرت وود جونسون الطبية)، وديفيد جويدل (من شركة تولياريك)، وتشارلز وايسمان (من كلية إمبريال كوليدج للطب في لندن)                                                                                                   | المملكة المتحدة الولايات المتحدة  | لتنقية وتوصيف إنترفيرون ألفا، واستنساخ الجين ألفا البشري، والإنتاج الضخم للإنترفيرون ألفا المؤتلف لعلاج السرطان وعلاج التهاب الكبد الوبائي سي.                                               |
| 2002      | ألفريد سومر (من كلية بلومبرج للصحة العامة بجامعة جونز هوبكنز) | الولايات المتحدة                  | للمساهمة في تكوين معرفة وبائية عن تأثيرات نقص فيتامين أ، وما ينتج عن ذلك من انخفاض في وفيات الأطفال في جميع أنحاء العالم                                                                     |
| 2001      | يوجين براونوالد (من كلية الطب بجامعة هارفارد)، وباري كولير (من كلية الطب بجامعة روكفلر) | الولايات المتحدة                  | لإسهاماتهما في فسيولوجيا القلب والفيزيولوجيا المرضية ممّا يؤدي إلى استخدام الأجسام المضادة وحيدة النسيلة لمستضدات سطح الصفائح الدموية في العلاج بمضادات التخثر..                              |
| 2000      | ديفيد بالتيمور (من معهد كاليفورنيا للتكنولوجيا)، وبريان دروكر (من جامعة أوريغون للعلوم الصحية)، ونيكولاس ليدون (من شركة أمجين)، وأليكس ماتر من شركة نوفارتيس فارما)، وأوين ويت (من جامعة كاليفورنيا في لوس أنجلوس)                                                             | الولايات المتحدة سويسرا           | لتطوير مثبطات الكيناز لاستخدامها في علاج ابيضاض الدم النقوي المزمن. |
| 1999      | مايكل س. براون، وجوزيف ل. غولدشتاين (من كلية الطب بجامعة تكساس ساوث وسترن)، وأكيرا إندو (عالم الكيمياء الحيوية من جامعة طوكيو نوكو) | الولايات المتحدة اليابان          | لتطوير مثبطات إنزيم HMG CoA المختزل. |
| 1998      | ك. فرانك أوستن (من كلية الطب بجامعة هارفارد) | الولايات المتحدة                  | لتوضيح دور الليكوترينات في الربو. |
| 1997      | روبرت ك. غالو (من كلية الطب بجامعة ميريلاند)، ولوك مونتانييه (من كلية كوينز كوليدج في نيويورك) | الولايات المتحدة فرنسا            | لعزل فيروس نقص المناعة البشرية. |
| 1996      | ليو ساكس (من معهد وايزمان للعلوم)، ودونالد ميتكالف (من جامعة ملبورن) | إسرائيل أستراليا                  | لاكتشاف عوامل نمو خلايا الدم. |
| 1995      | جون أ. كليمنتس (من جامعة كاليفورنيا في سان فرانسيسكو) | الولايات المتحدة                  | لاكتشافه الفاعل بالسطح الرئوي، وتطوير علاج اصطناعي بالفاعل السطحي للرئة لمتلازمة الضائقة التنفسية للرضع.                                                                                     |
| 1994      | ج. وارن (من مستشفى رويال بيرث)، وباري جيه مارشال (من جامعة فيرجينيا) | أستراليا                          | ربط قرحة المعدة ببكتيريا الحلزونية البوابية. |
| 1993      | ستيوارت إتش أوركين (من كلية الطب بجامعة هارفارد) | الولايات المتحدة                  | لاكتشافه للآليات الجينية والجزيئية لإيتا ثلاسيميا واضطرابات الدم الأخرى. |
| 1992      | روسكو أ. برادي (من المعاهد الوطنية للصحة) | الولايات المتحدة                  | لعلاج مرض جوشر. |
| 1991      | ديفيد و. كوشمان، وميغيل أ. أونديتي (من شركة بريستول مايرز سكويب) | الولايات المتحدة الأرجنتين        | لعلاج مثبطات الإنزيم المحول للأنجيوتنسين لارتفاع ضغط الدم وفشل القلب. |
| 1990      | لم تُمنح الجائزة. |                                   | |
| 1989      | يويت واي كان (من جامعة كاليفورنيا في سان فرانسيسكو) | الولايات المتحدة                  | للفحص الجيني قبل الولادة لأمراض الدم. |
| 1988      | لويس كونكيل (من كلية الطب بجامعة هارفارد) | الولايات المتحدة                  | لاكتشاف الجين المرتبط بشكل رئيسي من أشكال ضمور العضلات. |
| 1987      | كينيث موراي (وهو عالم أحياء من جامعة إدنبرة) | إسكتلندا                          | لتطويره لقاح ضد التهاب الكبد ب. |